# Kaple svatého Jiří (Litovel)
Kaple svatého Jiří, nazývaná také Moravská nebo Česká je pozdně gotická kaple v městě Litovli. Stojí na stavebním pozemku parcelní číslo st. 18 v katastrálním území Litovel. Byla postavena v roce 1484 jako hřbitovní kaple Karla staršího z Vlašimi. Kaple je zapsanou nemovitou kulturní památkou s číslem 16809/8-1855.

## Historie

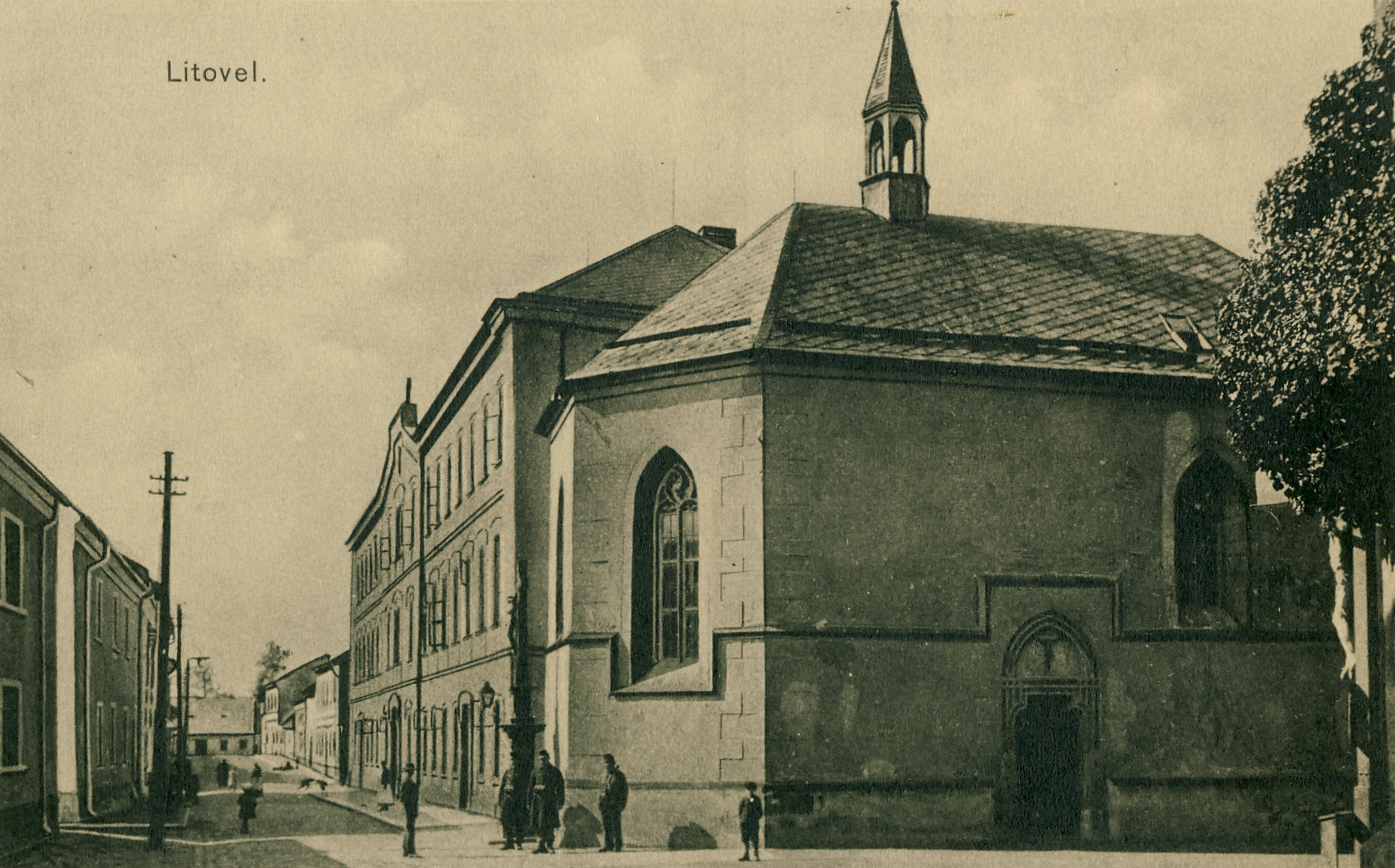
Kaple sv. Jiří na historické pohlednici

Kaple byla postavena na území církevního areálu kolem farního kostela svatého Marka v roce 1484. Tento letopočet je uveden na nástěnné malbě z roku 1580, která byla objevena v roce 2009. Tím byla upřesněna starší vročení, která kladla stavbu kaple na přelom 15. a 16. století (mezi roky 1440 a 1513). Areál přiléhal k městským hradbám a sestával z kostela svatého Marka, hřbitova ohraničeného ze dvou stran zdí, kaple svatého Jiří, fary, školy (zbořena v roce 1864) a provizorní zvonice. Při archeologickém průzkumu v devadesátých letech 20. století byly objeveny zbytky zdiva starší budovy o délce 9 metrů a tloušťce zdiva 130 cm. Patrně se jedná o starší kapli, snad o hřbitovní kapli svatého Marka, která je zmíněna v nadační listině Litovelského soukeníka Tomáše Walhara z roku 1503.
Skutečnost, že kaple sv. Jiří byla postavena na již existujícím hřbitově byla doložena během archeologického průzkumu, kdy byly nalezeny hroby, které zasahovaly pod základy kaple.
Existence kaple v Litovli je poprvé písemně zmiňována v městské knize v roce 1497, vizuálně je kaple poprvé zobrazena na ideálním pohledu na město Litovel z roku 1724. Údajně byla vystavěna pro utrakvistickou či Bratrskou církev. Tyto dohady ale nejsou nijak doloženy a rovněž výzdoba kaple tomuto nenasvědčuje. Na německého a moravského kazatele v Litovli odkazují i dokumenty Karla staršího z Vlašimi z let 1459–1466.
V roce 1496 bylo při kapli založeno literátské bratrstvo, jehož zakládací listina se dochovala.
Později se zde konaly protestantské bohoslužby, které jsou doloženy ještě v roce 1630.
Koncem 16. století byla vestavěna hudební kruchta. V devatenáctém století byly upraveny okenní kružby.
Po povodních v roce 1997 byla kaple rekonstruována. Během restaurátorského průzkumu byly odhaleny nástěnné malby, které byly v letech 2009–2011 zrestaurovány. Díky nim byla upřesněna doba vzniku kaple. Nápis na fresce svatého Jana uvádí rok vzniku 1485. Na nápisu na kruchtě je zpráva o opravě kostela postaveného v roce 1484 a opraveného 1580.

### Stavebník
Ze vzájemného rozmístění erbů v klenbě kostela se vyvozuje následující význam: kaple byla postavena Karlem starším z Vlašimi jako hřbitovní kaple (ten se ale dokončení kaple nedožil, zemřel asi v roce 1480). Erb stavebníka je na centrálním svorníku nad kněžištěm a je obklopen štítky se zobrazením Krista, krále Davida a dalších světců. Rod pánů z Vlašimi získal významné místo mezi českými a moravskými šlechtici během vlády Lucemburků. Jan z Vlašimi získal od Václava IV. do zástavy hrad Úsov, který se nalézá asi 12 kilometrů severně od Litovle. V roce 1440 je doložen Karel st. z Vlašimi jako litovelský královský hejtman. V letech 1459–1466 zastával úřad moravského podkomořího. Během česko-uherských válek se přiklonil na stranu Matyáše Korvína. Současně byl úzce spřízněn s pány z Boskovic, svůj majetek odkázal Barboře z Boskovic a svým synovcům, Karlu mladšímu a Jiřímu z Vlašimi. Karel mladší z Vlašimi se po roce 1480 stal politickým nástupcem svého strýce. Po smrti Matyáše Korvína potvrdil král Vladislav Jagellonský Karlovi mladšímu z Vlašimi jeho práva v Litovli. Po smrti Karla mladšího z Vlašimi asi v roce 1503 se panství ujal Jiří z Vlašimi. Ten zemřel v roce 1520 a s ním vymřel rod pánů z Vlašimi po meči a panství z vůle krále Vladislava Jagellonského získali páni z Boskovic.
Umělecko-historická analýza ukazuje, že stavitel byl patrně inspirován Velkým refektářem radnice ve Vratislavi. Karlův synovec Václav z Boskovic se v roce 1474 zúčastnil diplomatických jednání mezi Matyášem Korvínem, Vladislavem Jagellonským a Kazimírem IV. Jagellonským, které probíhalo právě ve Vratislavi. Mohl to být tedy on, kdo tyto vlivy přinesl do Litovle.

## Popis
Kaple je samostatně stojící orientovaná sálová (jednolodní) stavba s trojbokým závěrem. Do kaple vedou dva vstupní portály, sedlový portál na severovýchodní stěně s lomeným tympanonem ve kterém se nachází reliéf Krista na kříži. V nedaleké Mohelnici je v kostele svatého Tomáše z Canterbury podobný portál do sakristie, nad kterým se nachází tympanon ze 60. let 15. století s erbem biskupa Tase z Boskovic a reliéfem Krista na kříži, který je litovelskému velmi podobný. Druhý portál v severozápadním průčelí je lomený s přetínajícími se pruty. Podobný portál se nachází ve Vyškově v kostele Nanebevzetí Panny Marie. Tento kostel postavil ve druhé polovině 15. století rovněž Tas Černohorský z Boskovic. Vzhledem k příbuzenským vztahům obou rodů lze předpokládat, že se jedná o díla téze kamenické huti.
Podlaha kaple se nachází pod úrovní okolního terénu. Kaple je osvětlena šesti okny nestejné velikosti. Okna ve zkosených stěnách závěru jsou větší než okna v ostatních stěnách. Kružby oken jsou různé varianty plaménkového typu.
Průčelí jsou hladká s výraznou kordonovou římsou, která u portálu a oken zkoseného závěru mění výšku. Nároží jsou armovaná obnaženými kamennými bloky.
Střecha je prejzová; tento druh krytiny byl doložen archeologickým průzkumem jako původní. Nad střechu vystupuje šestihraný sanktusník.

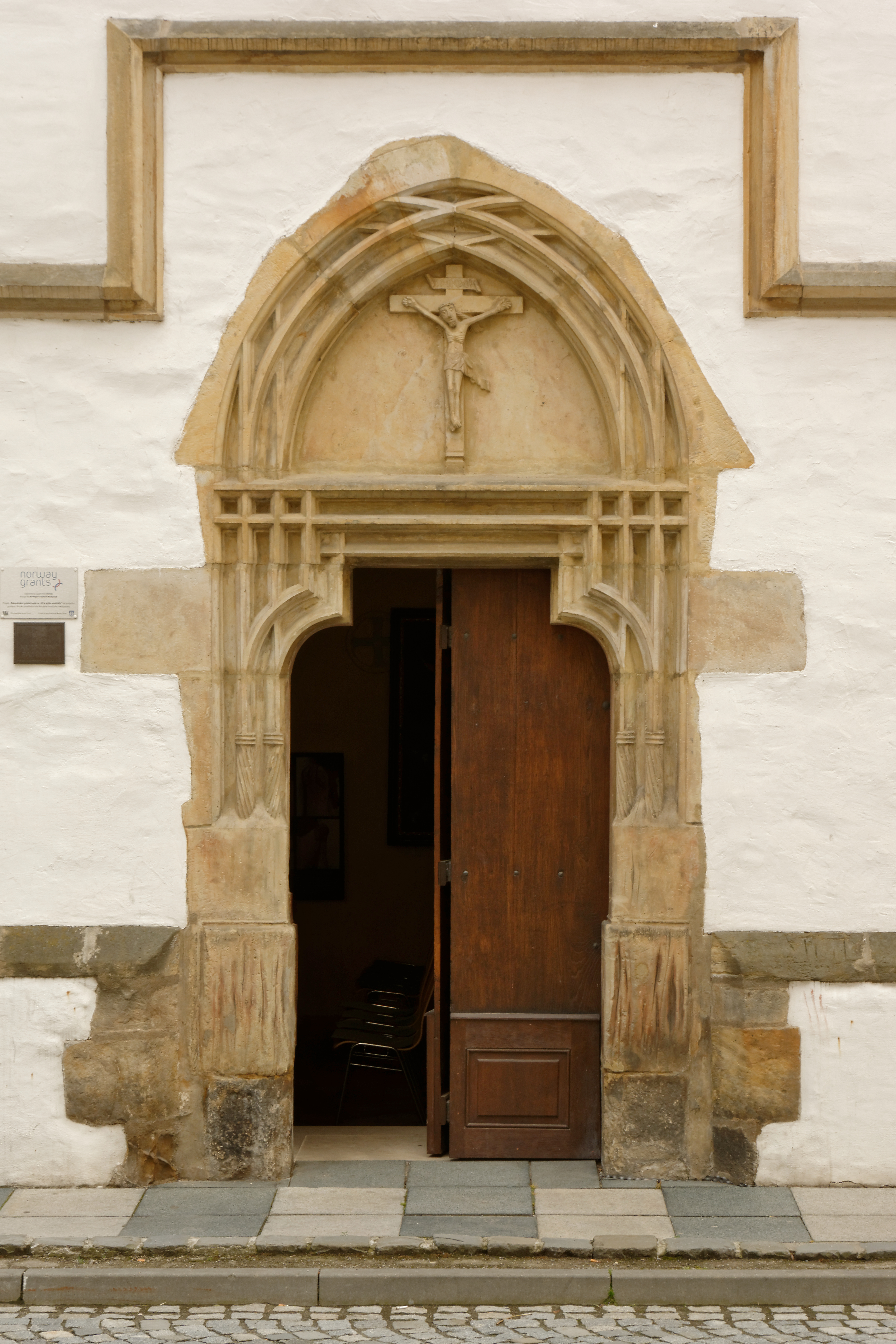
Portál v severovýchodní stěně kaple.
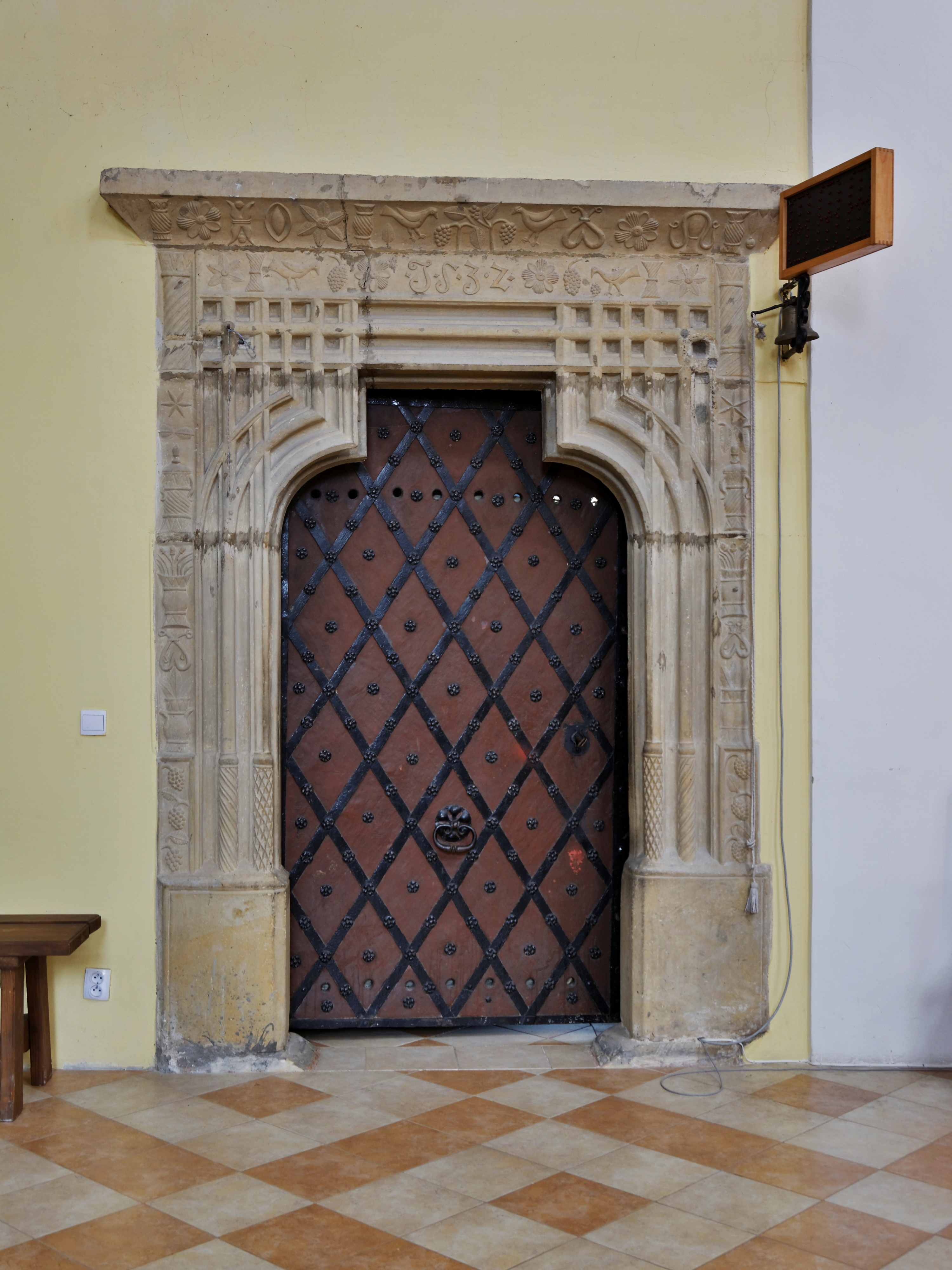
Portál do sakristie v sousedním kostele svatého Marka.
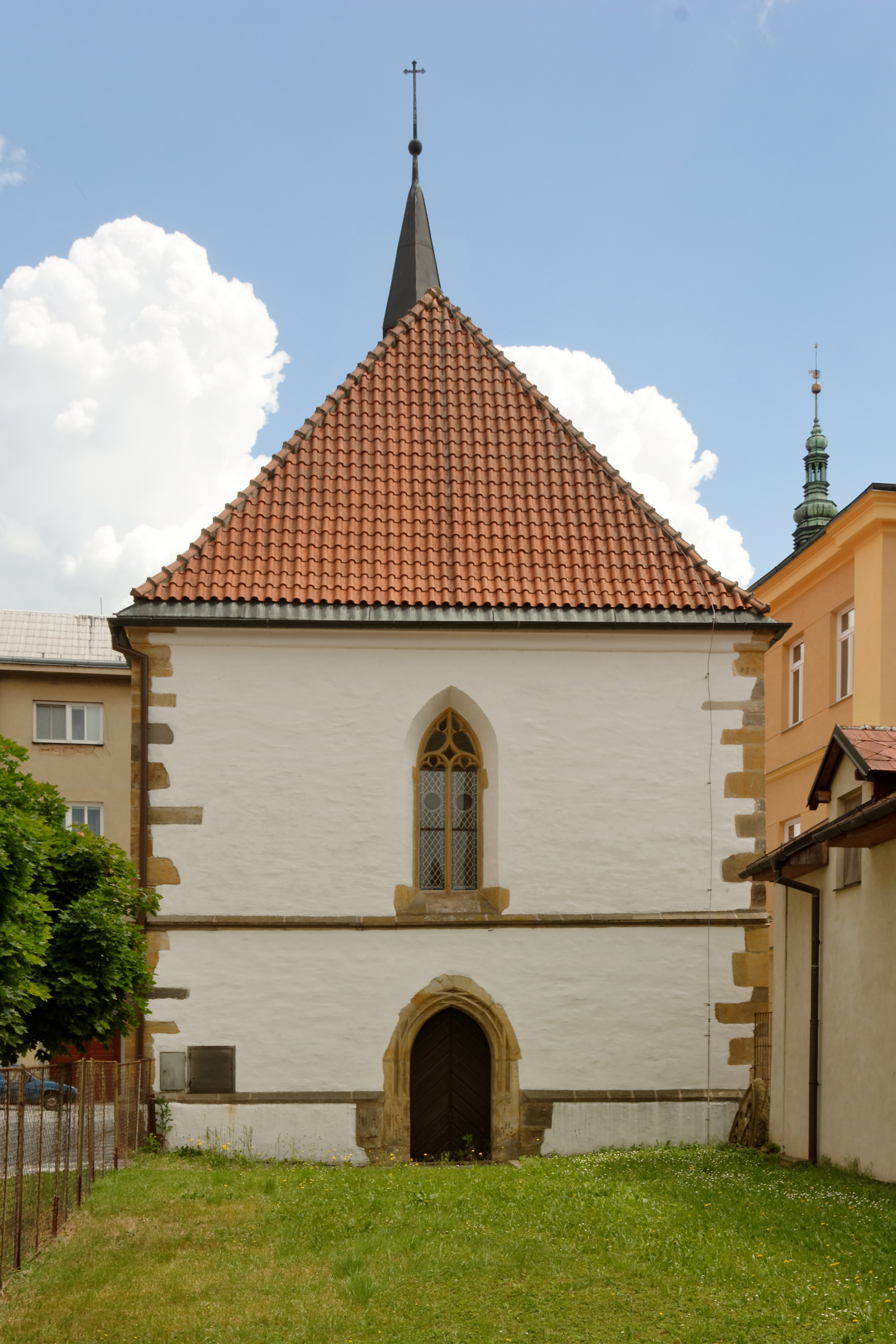
Severozápadní průčelí kaple.
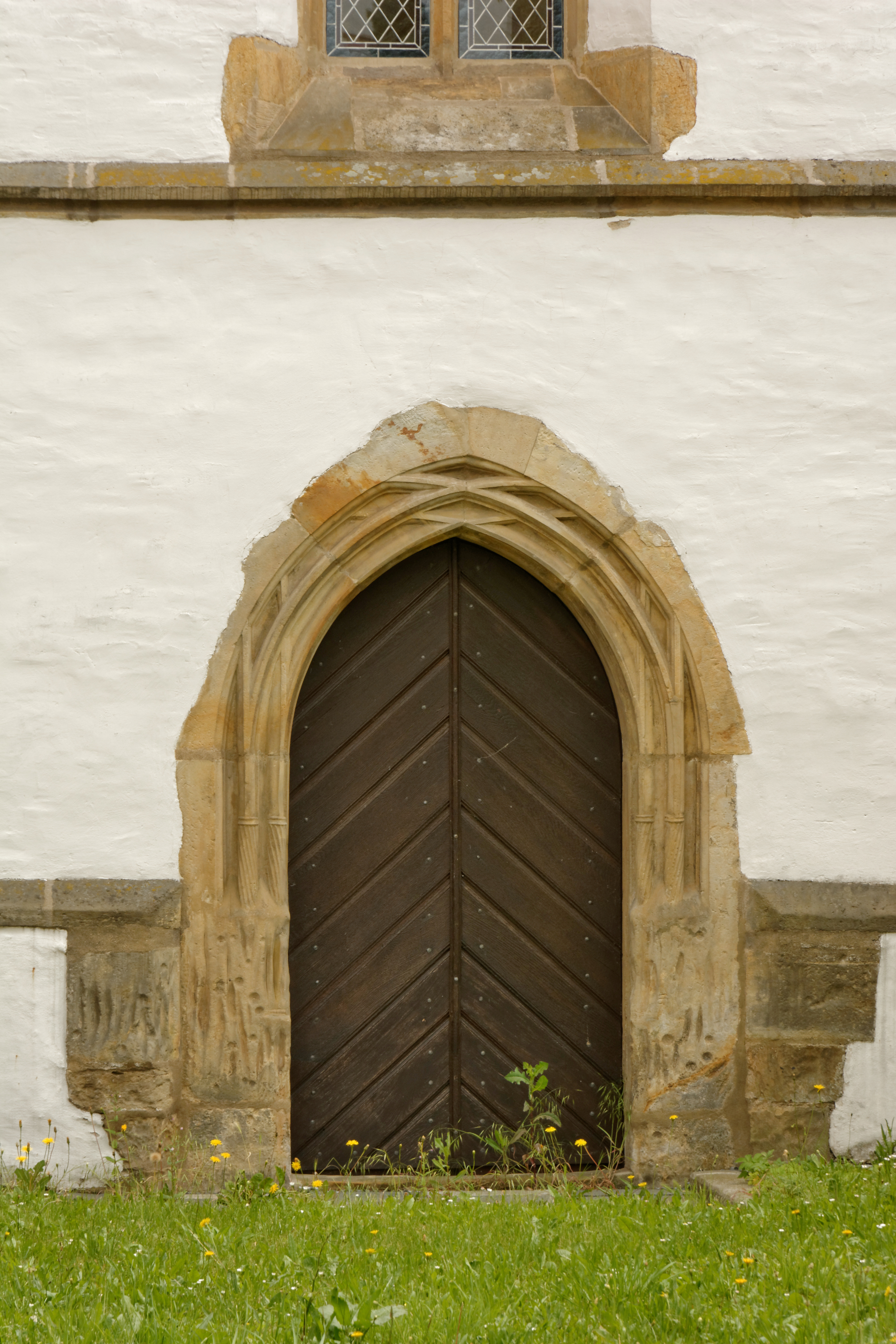
Portál v severozápadní stěně kaple.
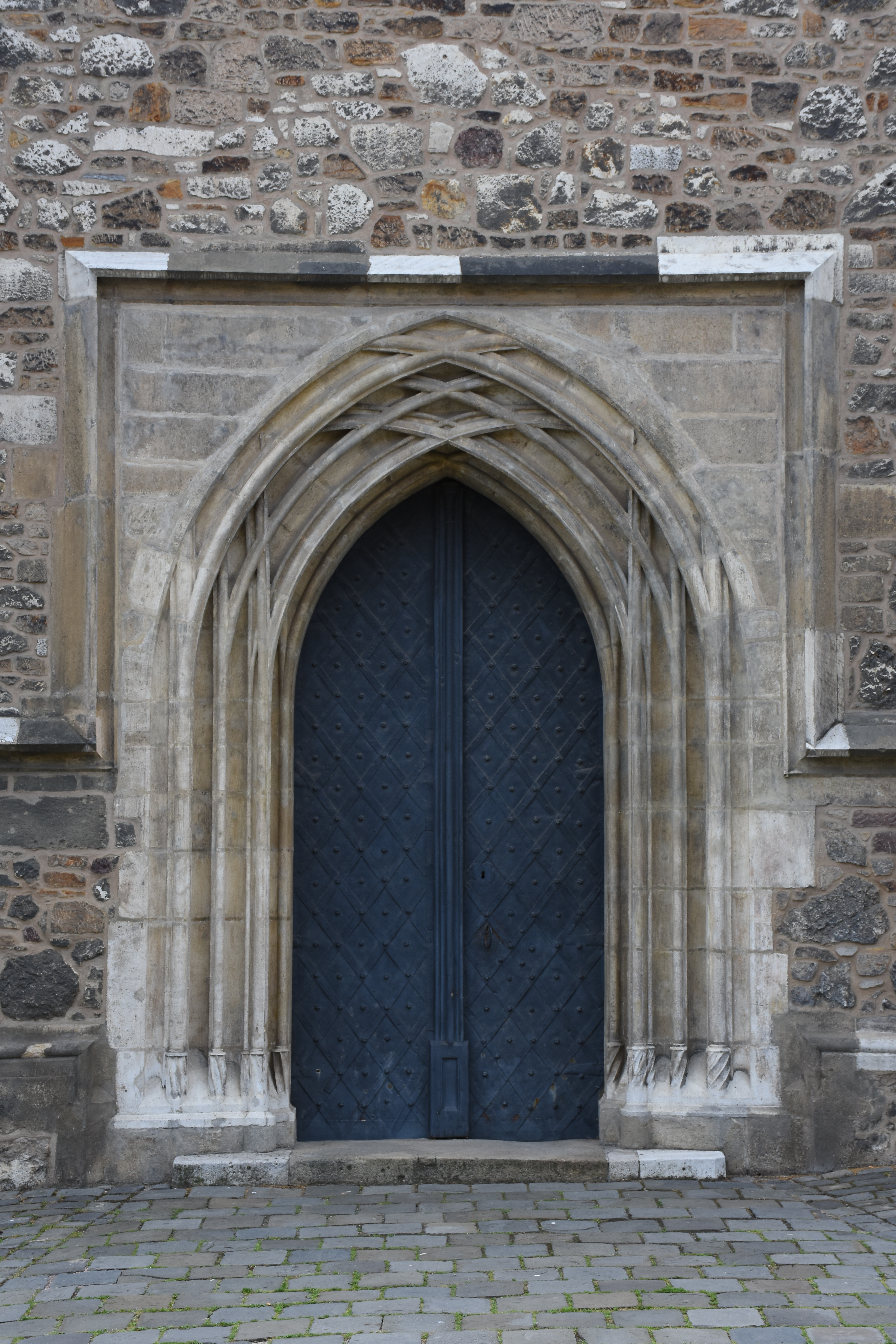
Katedrála svatého Petra a Pavla v Brně, portál severní předsíně katedrály.
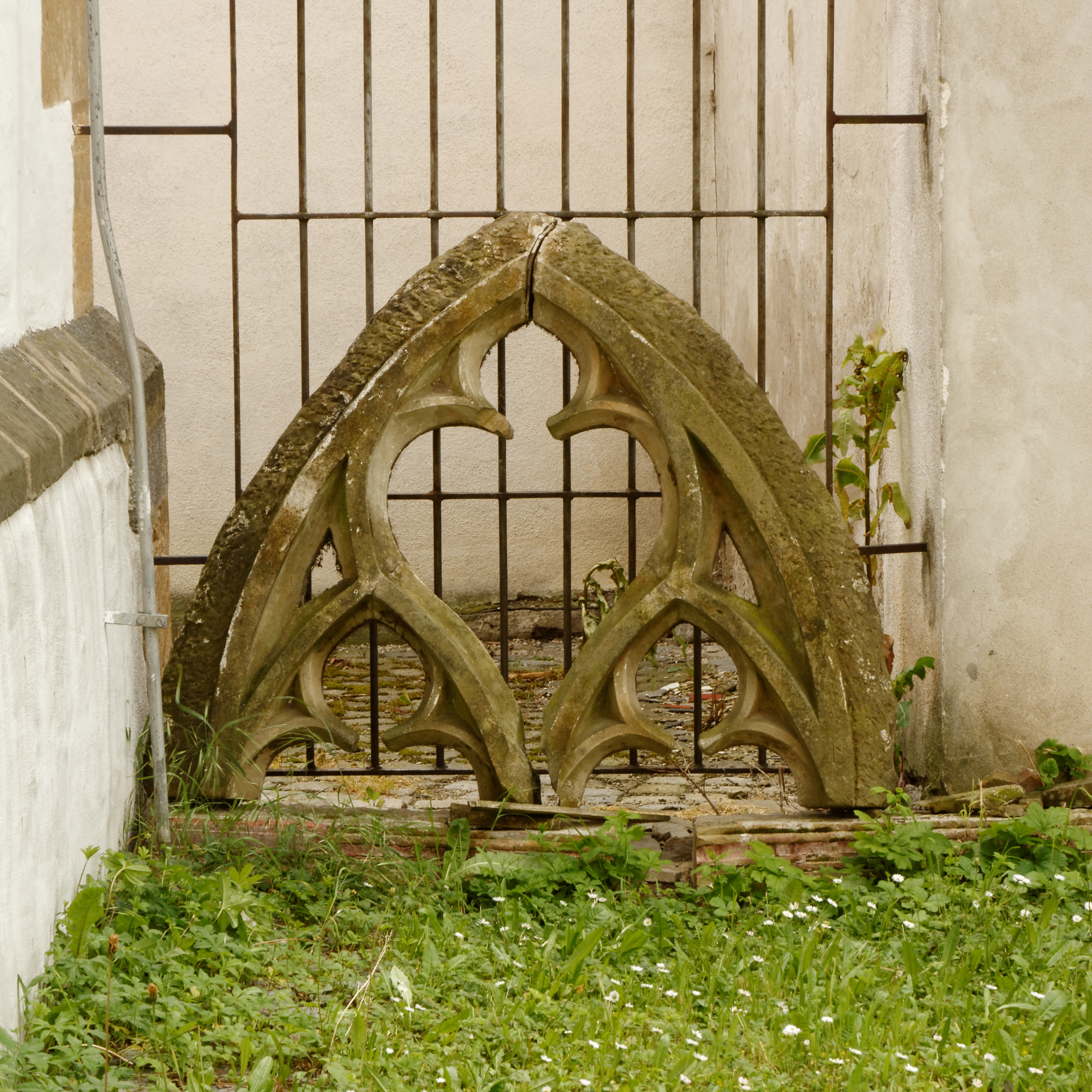
Původní kružba okna.

### Interiér kaple
Prostor kaple je zaklenut síťovou hvězdovou klenbou o čtyřech polích a závěru. Žebra jsou cihlová s iluzivní malbou kamenných článků.
Původní oltář, který vznikl přibližně kolem roku 1700 má oltářní obraz s výjevem Snímání z kříže. Nad ním se nacházel menší oválný obraz svatého Jiří drakobijce.
Na stěnách je deset světících (konsekračních) křížů. Dva z původních dvanácti jsou zakryty později vestavěnou kruchtou.

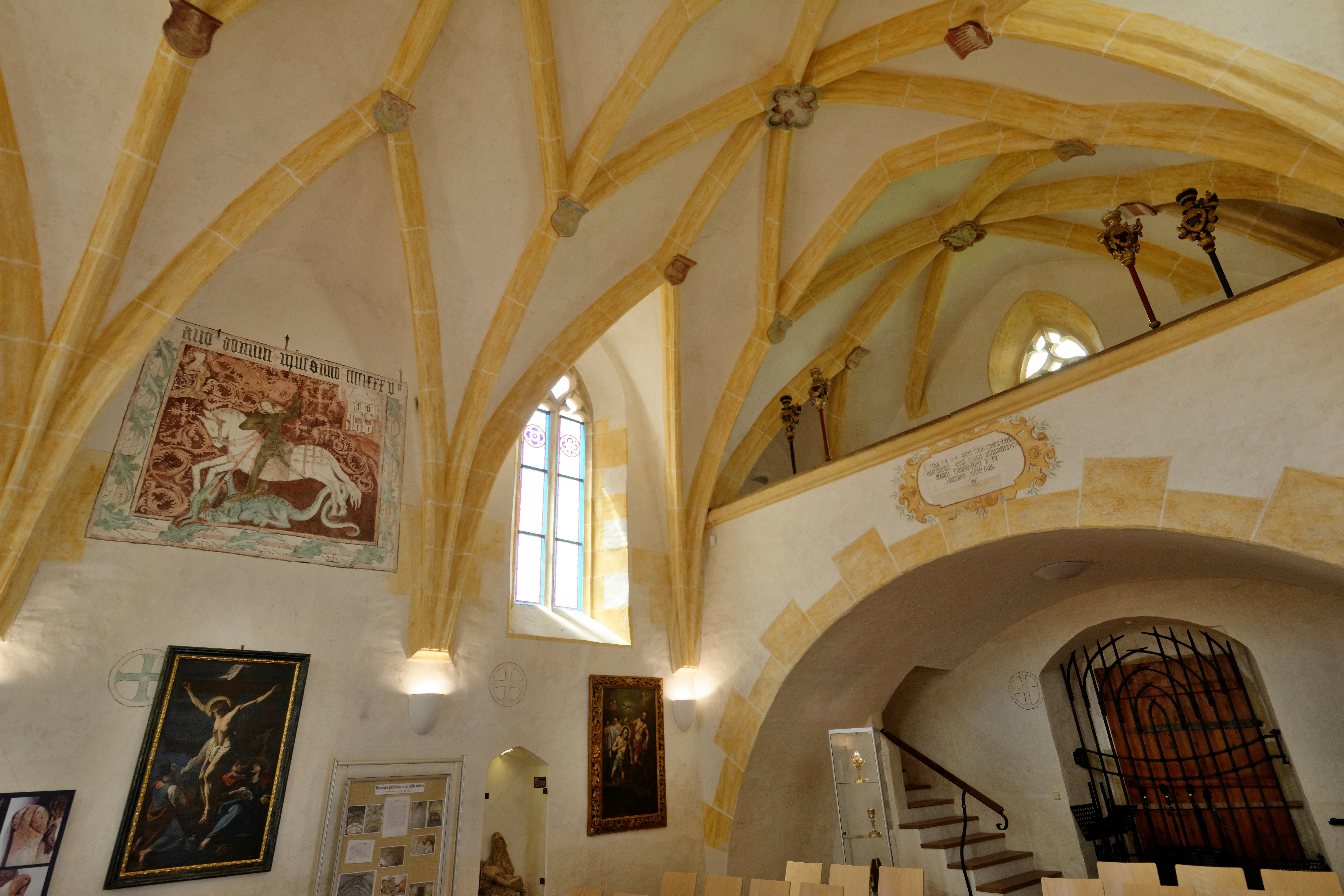
Pohled na kruchtu
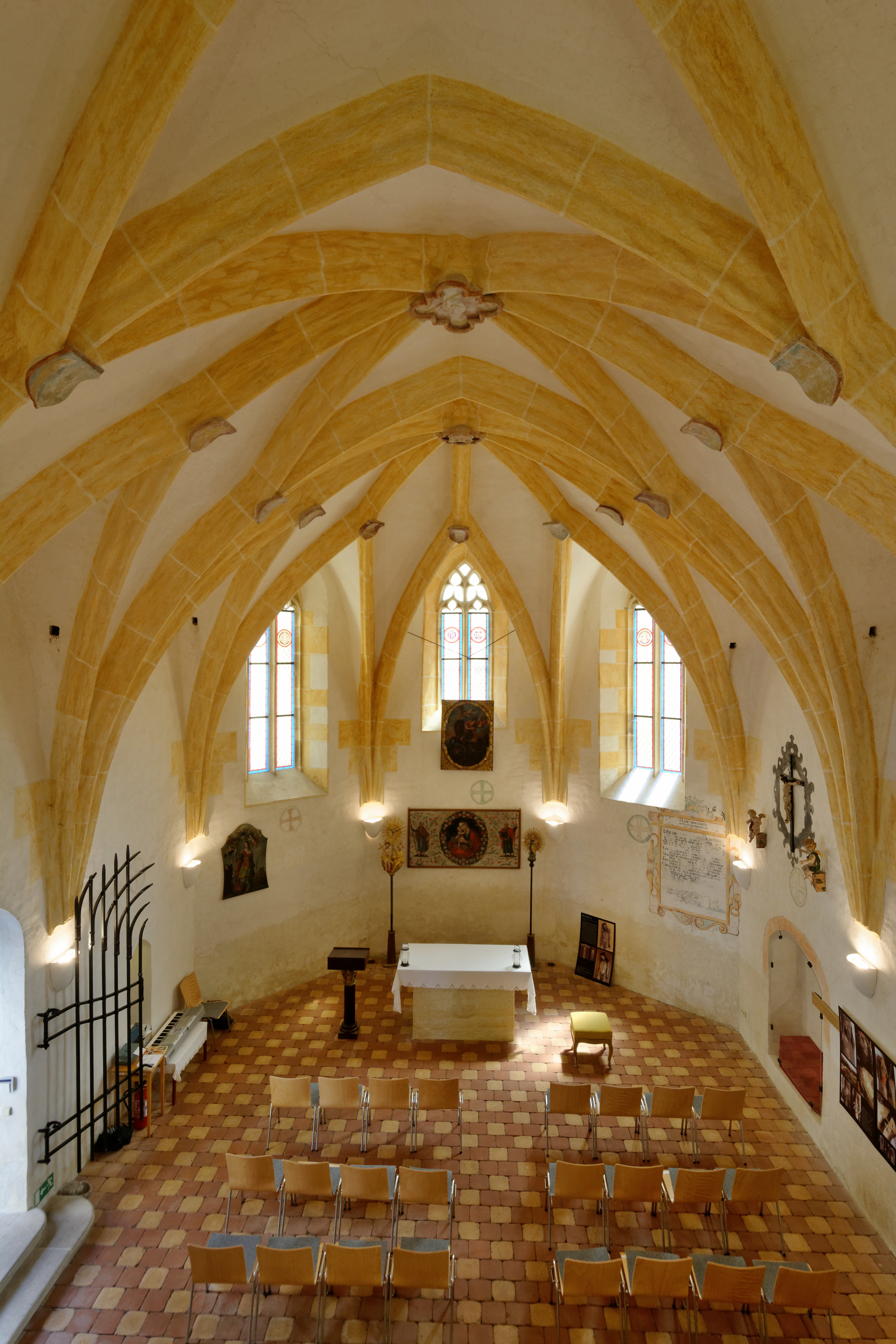
Pohled z kruchty do lodi
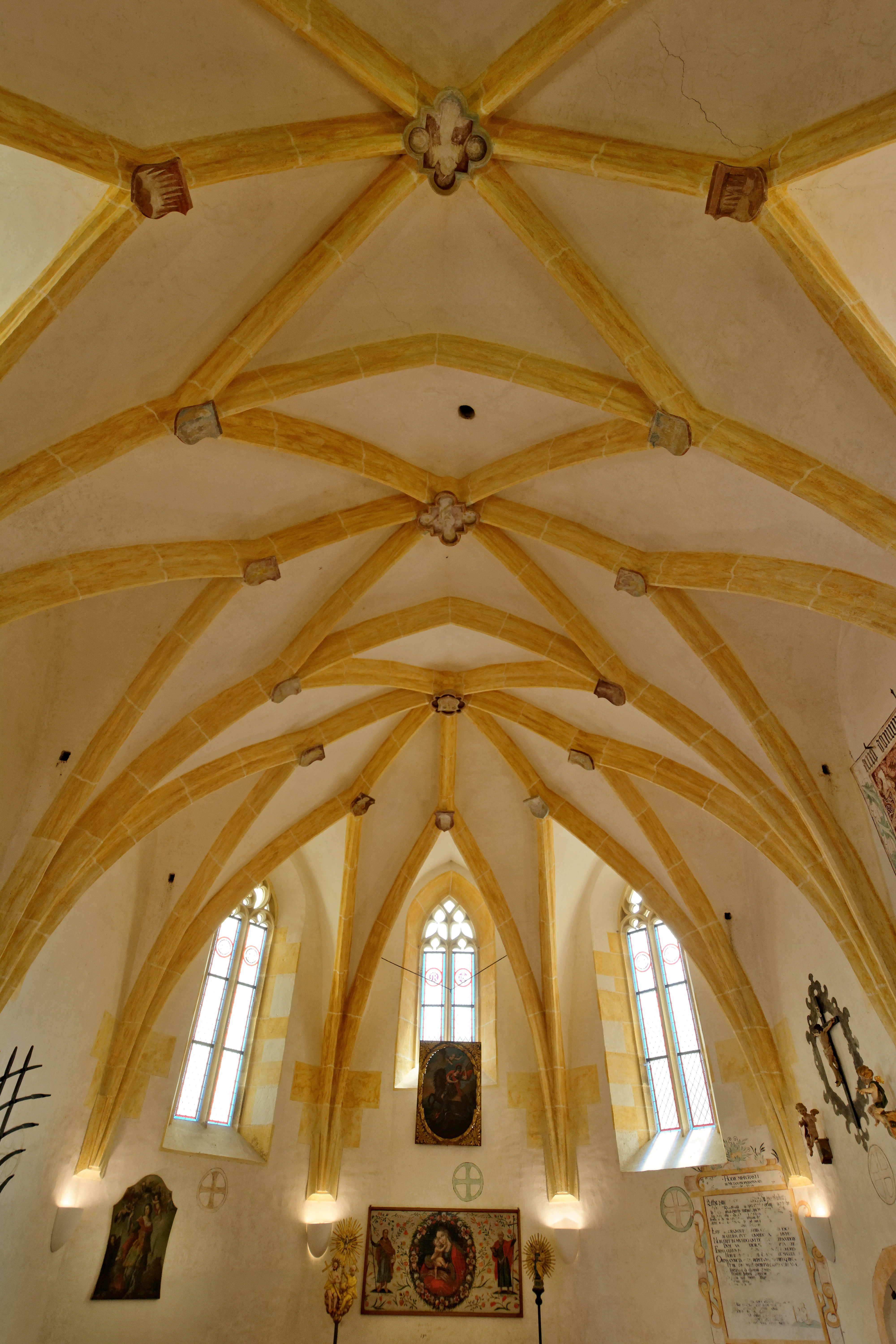
Pohled z kruchty na klenbu lodi
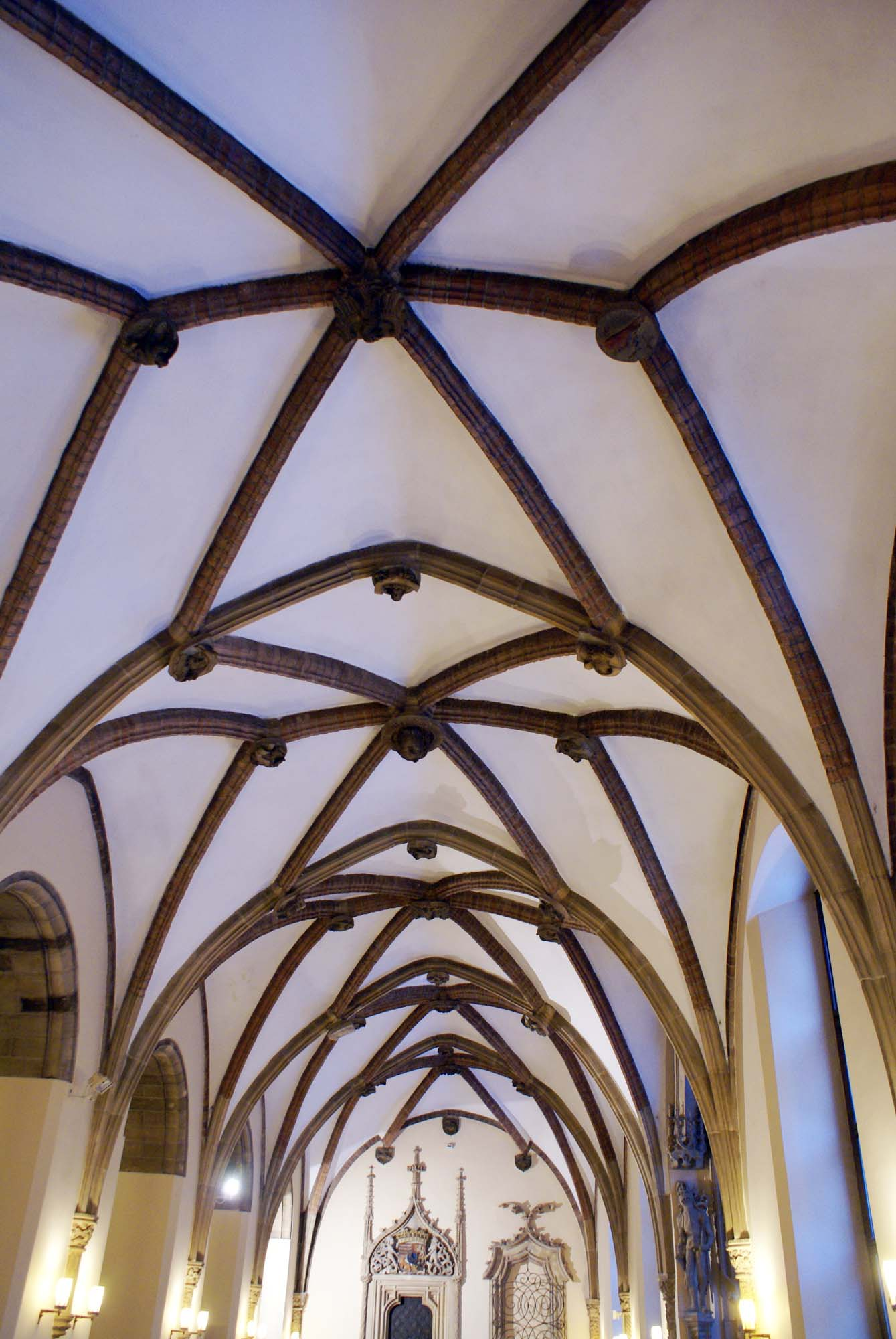
Pravděpodobní inspirace stavebníka: refektář radnice ve Vratislavi

### Svorníky a kolčí štítky

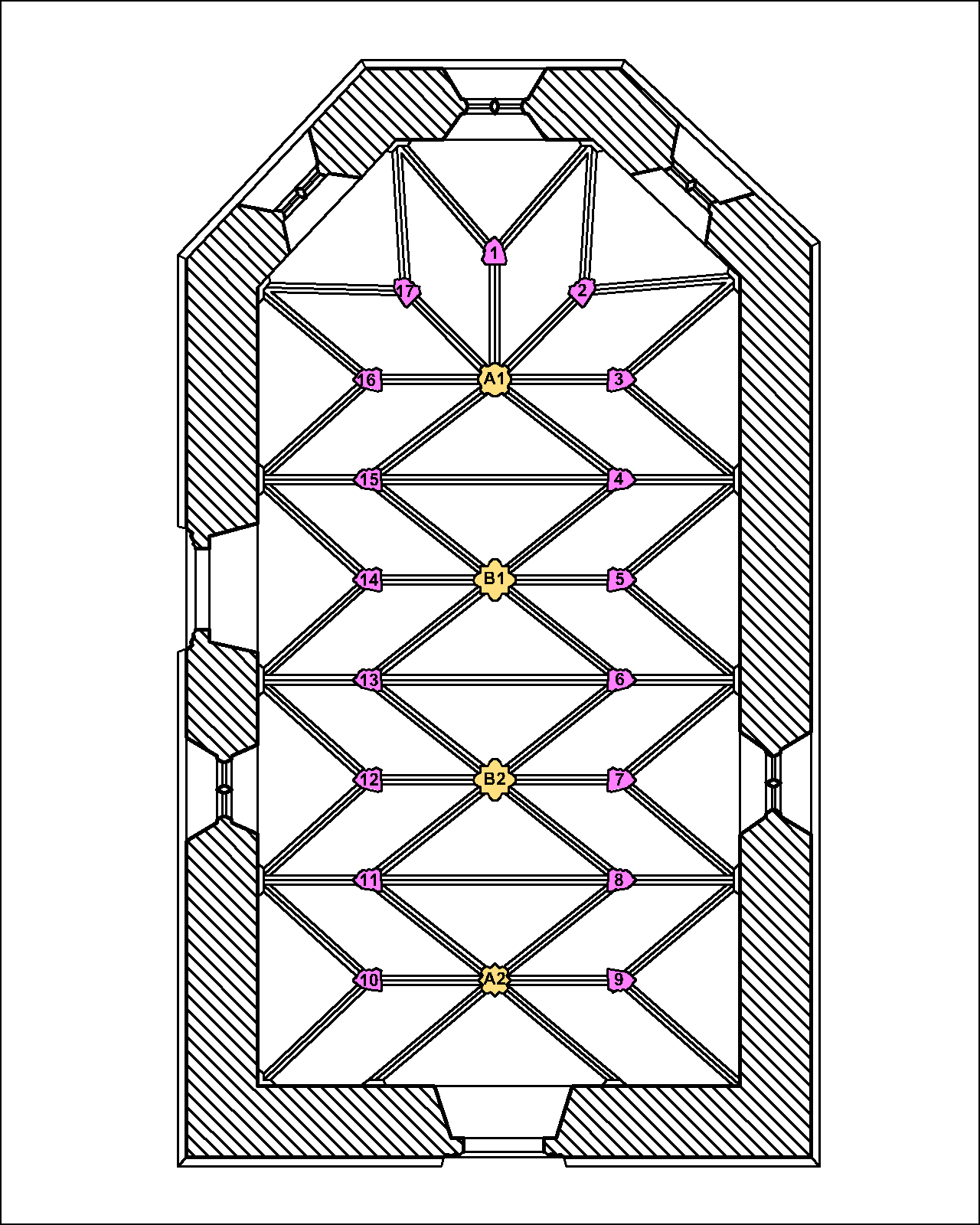
Schema a označení svorníků a kolčích štítků

V letech 2009-2011 proběhly restaurátorské práce, během kterých byly odkryty novější přemalby na svornících a kolčích štítcích klenby a byly zrestaurovány nejstarší malby, které se vsákly přímo do kamene. Některé z nich se nepodařilo jednoznačně identifikovat, většinu z nich ale ano. Čtyři svorníky mají tvar čtyřlístku (kvadrilobu). Svorník v závěru klenby (A1) má reliéf se znakem pánů z Vlašimi. Svorník nad kruchtou (A2) pak znak města Litovle. Mezilehlé svorníky jsou malované a zobrazují svatou Kateřinu (B1) a Archanděla Michaela (B2). Dále je v křížení jednotlivých žeber klenby umístěno sedmnáct kolčích štítků s erby a sakrálními motivy.

### Erbovní galerie
Štítky v západní části kaple dosvědčují politickou pozici stavebníka. Jsou zde erby spřízněných šlechtických rodin: páni z Boskovic, Kostkové z Postupic, Znak města Brna odkazuje na starobrněnský klášter, který držel podací právo k Litovli a jehož abatyší byla Perchta z Boskovic. Znak Matyáše Korvína jako vládce Moravy, ke kterému se Karel z Vlašimi přiklonil, je doplněn znaky jeho zemí: Moravy, Slezska, Dolní Lužice. Uprostřed západní části klenby je svorník se znakem města Litovle.
| označení | obrázek | popis                   | poznámka         | označení | obrázek | popis                   | poznámka         |
| -------- | ------- | ----------------------- | ---------------- | -------- | ------- | ----------------------- | ---------------- |
| A1       |         | erb pánů z Vlašimi      | tesaný svorník   | A2       |         | znak města Litovle      | tesaný svorník   |
| B1       |         | Sv. Kateřina            | malovaný svorník | B2       |         | Archanděl Michael       | malovaný svorník |
| 1        |         | Veraikon                | kolčí štítek     | 2        |         | král David              | kolčí štítek     |
| 3        |         | neidentifikovaný světec | kolčí štítek     | 4        |         | neidentifikovaný světec | kolčí štítek     |
| 5        |         | svatý Ondřej            | kolčí štítek     | 6        |         | moravský znak           | kolčí štítek     |
| 7        |         | erb Kostků z Postupic   | kolčí štítek     | 8        |         | erb Matyáše Korvína     | kolčí štítek     |
| 9        |         | znak Dolní Lužice       | kolčí štítek     | 10       |         | znak města Brna         | kolčí štítek     |
| 11       |         | Slezský znak            | kolčí štítek     | 12       |         | erb pánů z Boskovic     | kolčí štítek     |
| 13       |         | znak města Litovle      | kolčí štítek     | 14       |         | snad svatý Juda Tadeáš  | kolčí štítek     |
| 15       |         | snad královna Ester     | kolčí štítek     | 16       |         | svatý Pavel             | kolčí štítek     |
| 17       |         | svatý Petr              | kolčí štítek     |          |         |                         |                  |

Kolčí štítky byly později přemalovávány dalšími motivy, naposledy ve 2. polovině 20. století, kdy je neodborně přemaloval místním malířem Františkem Flasarem. Tyto přemalby byly během restaurování v letech 2009-2011 odstraněny.
Podobné erbovní galerie jako připomenutí významu a moci stavebníka byly na přelomu 14. a 15. století oblíbené. Jako další dochované příklady je možné jmenovat:
- soubor vitráží s erby z brněnské radnice z doby vlády Albrechta Habsburského z let 1437-1439,
- soubor zemských znaků z doby vlády Ladislava Pohrobka (před 1457) v radnici města Olomouce, druhotně umístěný při přestavbě v roce 1474 na západní schodiště radnice,
- soubor svorníků v kostele svatého Mořice v Olomouci z roku 1483,
- soubor svorníků moravského zemského hejtmana Ctibora Tovačovského z Cimburka v paláci hradu Buchlov z let 1484-1486,
- erbovní galerie v kostele svatého Benedikta v Krnově-Kostelci z let 1474-1477,
- erbovní galerie na klenbě chóru chrámu svaté Barbory v Kutné Hoře, kolem roku 1500.[17]

### Nástěnné malby
Na možnou přítomnost nástěnných maleb ukázal již průzkum v roce 1989.
Nástěnné malby byly odkryty a zrestaurovány v letech 2010-2011. Na jižní stěně proti vstupu do kaple je malba svatého Jiří. Malba je datována rokem 1485 ("ano domini milesimo CCCCLXXXV"). Znázorňuje svatého Jiří na koni bojujícího s drakem. V pozadí je zobrazena klečící princezna a v protějším rohu hrad. Malba je inspirována grafickými listy Mistra E. S. (čísla 145 a 146), je ale stranově převrácena, takže podkladem byla spíše některá kopie těchto grafik. Malba má podobu iluzivní - tehdy módní, avšak nákladné - nástěnné tapiserie. Ve skutečnosti je provedena malbou "al fresco".
Podobná nástěnná malba se nachází v presbytáři kostela svatého Jiří v Bořitově. Ta vznikla v roce 1480 a je rovněž spojena s osobou biskupa Tase z Boskovic.
Ve středu poprsně kruchty byla nalezena renesanční kartuše, jejíž český text zaznamenává rok vzniku a rok opravy kaple (Letha 1484 gest tato czeska kapla / wistawena gest szase obnowena 1580 / ktomu kameni kůru i ka / zatelnicze szdelati dali).
Na epištolní straně presbytáře se dochoval malovaný renesanční epitaf s latinským a českým textem a vyobrazením klečící ženské a dětské postavy v pravém dolním rohu.
Na stěnách hudební kruchty je řada kreseb a nápisů v češtině, němčině a latině, které zjevně pocházejí od žáků, zpěváků a hudebníků, kteří zde po léta působili.
Během restaurátorských prací byly na klenbě nalezeny dvě kreslené hvězdy. Je tedy možné, že celá klenba byla původně pojata jako nebeská klenba.

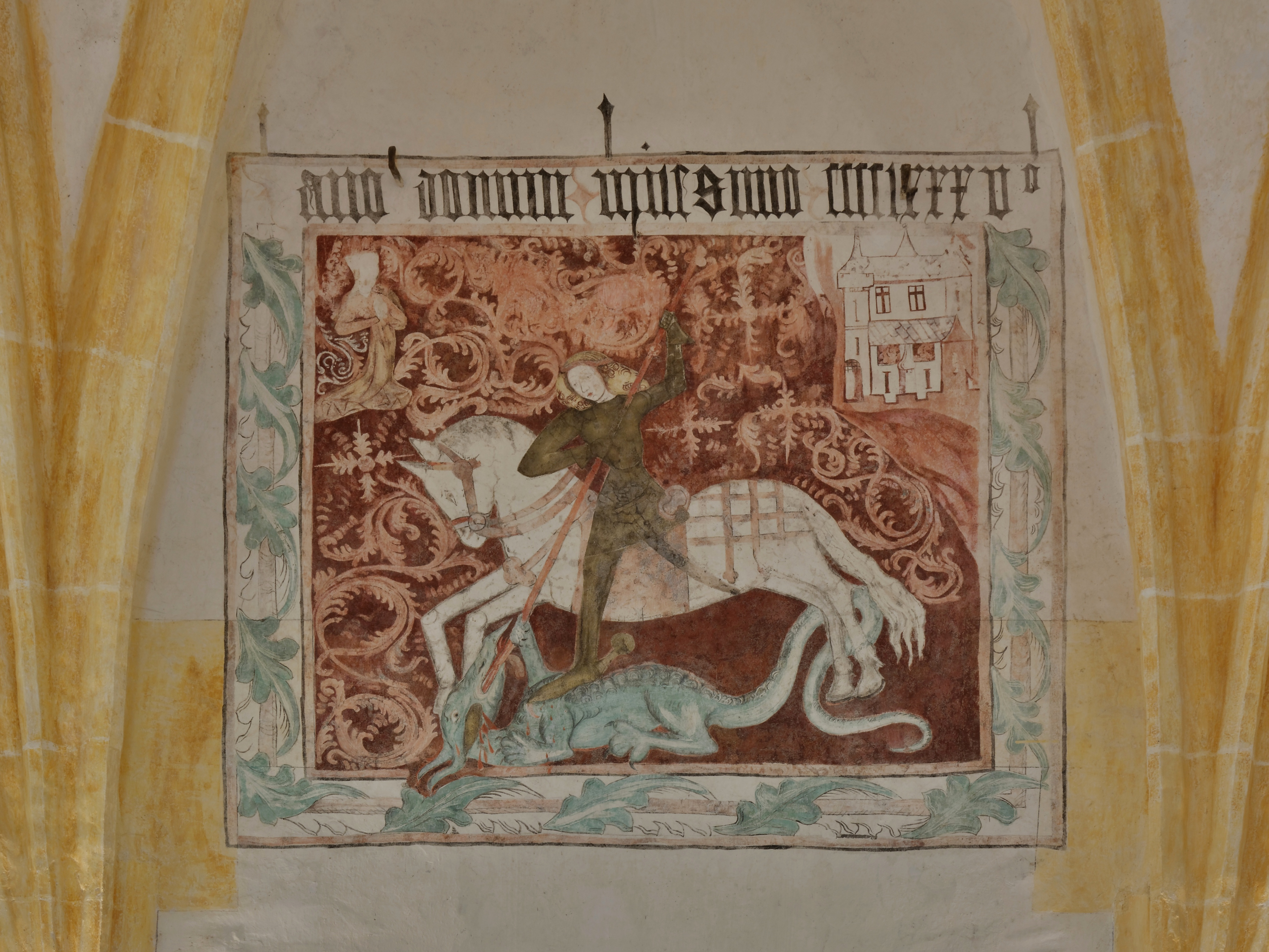
Nástěnná malba svatého Jiří z roku 1485
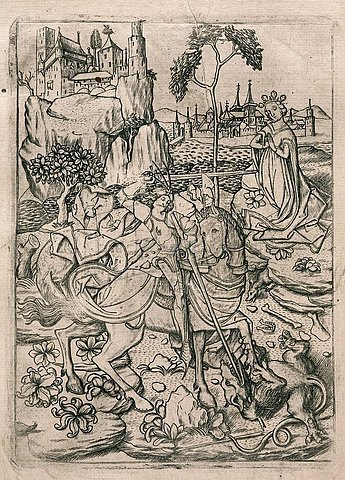
Svatý Jiří bojuje s drakem, grafický list Mistra E. S., pravděpodobná inspirace tvůrce nástěnné malby v kapli sv. Jiří
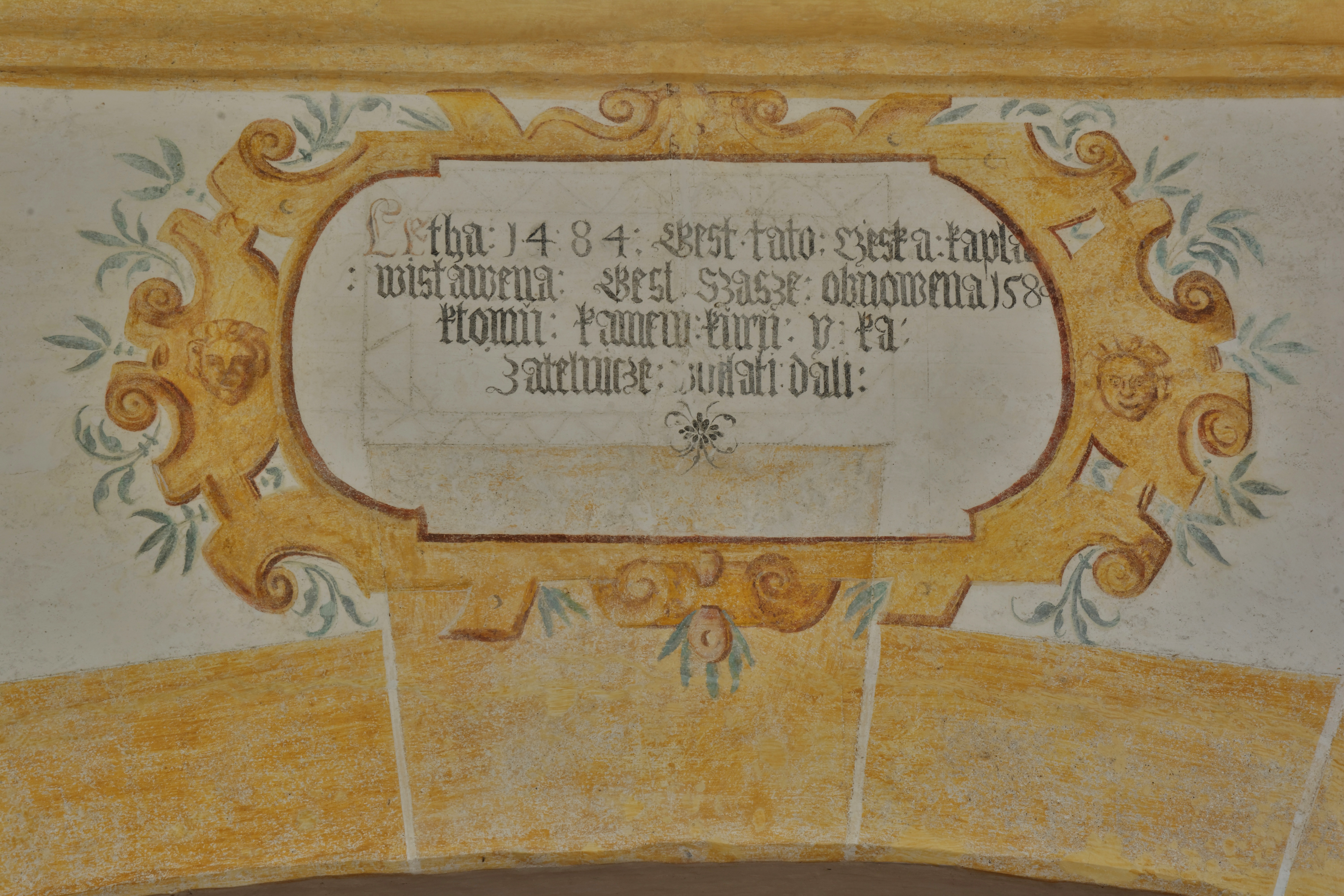
Pamětní nápis z roku 1580
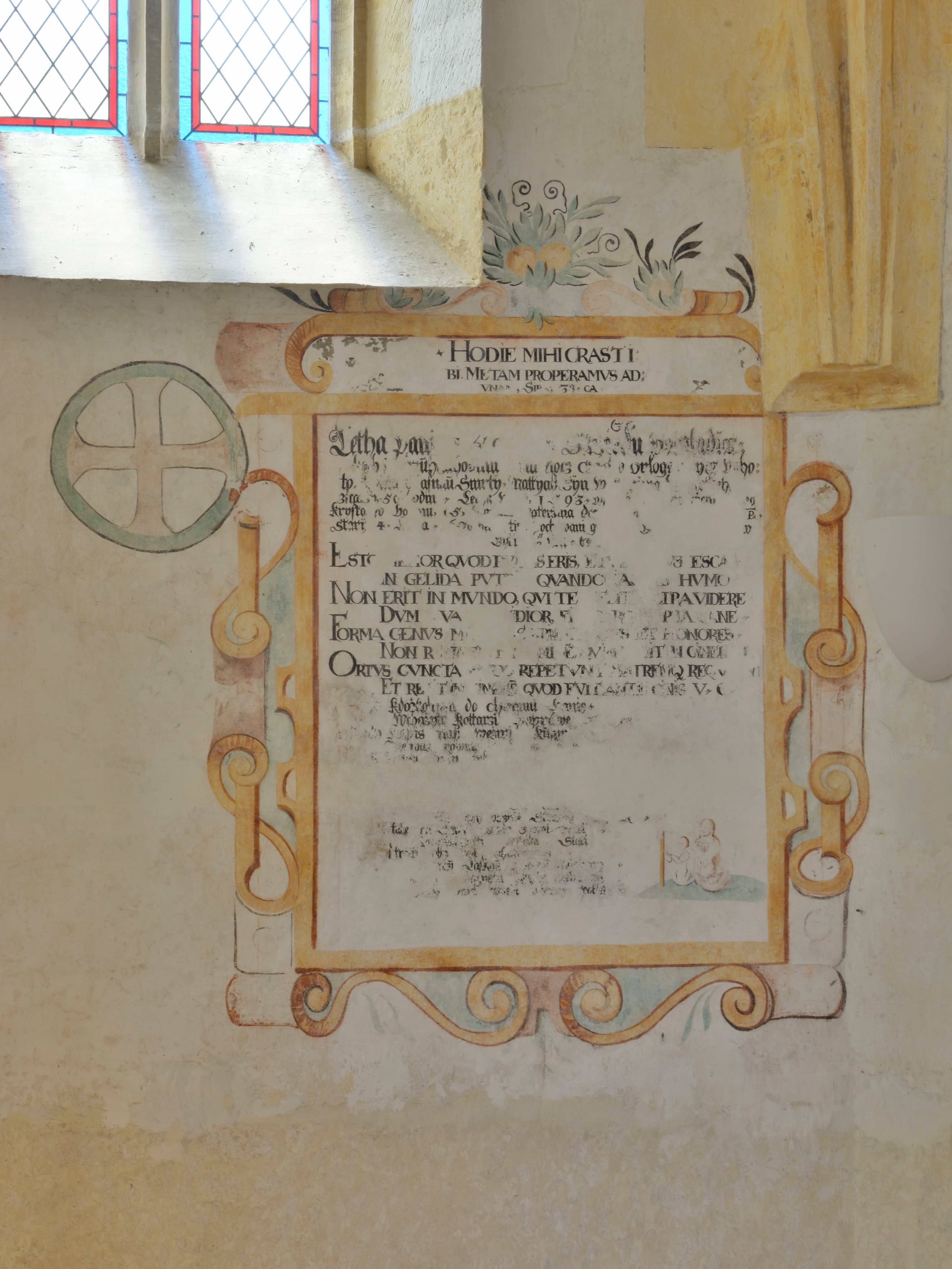
Renesanční epitaf
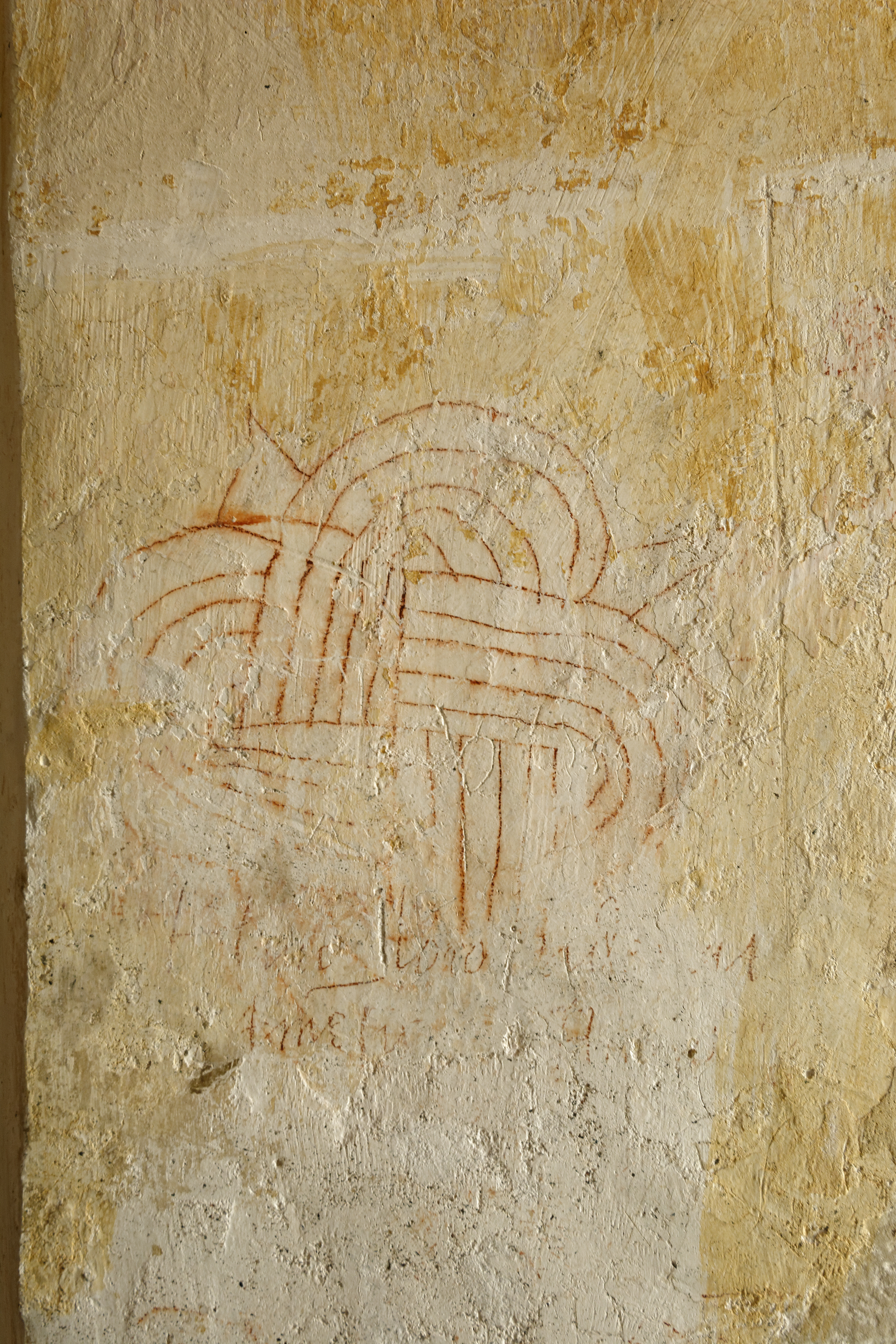
Příklad kresby na stěně kruchty.

## Účel stavby
Jednalo se o hřbitovní kapli rodiny Karla staršího v Vlašimi. Výzdoba kaple byla současně dokladem pozice stavebníka v politickém světě a demonstrovala souvislost s dalšími spřízněnými moravskými šlechtickými rody.
Kaple rovněž pravděpodobně sloužila jako místo velikonočních pobožností - jako kaple Božího hrobu. Sem byla ukládána socha Krista.